# Tomasz Rząsa
Tomasz Mariusz Rząsa (Cracóvia, 11 de março de 1973) é um ex-futebolista polonês.
Jogou entre 1991 e 2008, tendo passagem destacada no futebol holandês, defendendo De Graafschap, Feyenoord, Heerenveen e Den Haag. Jogou também por Cracovia Kraków, Sokół Pniewy, Grasshoppers, Lugano, Young Boys e Partizan.
Rząsa, que fez 36 jogos pela Seleção Polonesa, marcando um gols, participou da Copa de 2002, a primeira disputada pelos poloneses desde 1986. Jogou apenas 19 minutos, contra Portugal.
Era cotada sua presença na Copa de 2006, mas Rząsa não foi incluído na lista final.